# 西村省三 (ホッケー選手)
西村 省三（にしむら しょうぞう、1945年9月26日 - ）は、日本のフィールドホッケー選手。1968年メキシコシティーオリンピックに出場。 

## 経歴
北海学園札幌高等学校卒業。同校のホッケー部は1960年代には連年全国大会に出場した強豪であり、メキシコシティーオリンピックでの西村のチームメイトである井出信夫・工藤明朗も同校出身である。
明治大学に進学し、ホッケー部に所属（井出・工藤も同じく明治大学に進んだ）。1968年明治大学を卒業。
1968年メキシコシティーオリンピックの男子トーナメントに出場した（実業団や学校に所属しておらず、「自営」とされている）。この大会のホッケー日本代表は、明治大学ホッケー部在籍・出身者が主力を占めている。
レストラン経営などを経て、2013年時点では札幌市内で「シューマイのニシムラ」代表を務める。